# Дрогобич (станція)
Дрогобич — вузлова залізнична станція Львівської дирекції Львівської залізниці на перетині трьох ліній: Стрий — Самбір, Дрогобич — Трускавець (одноколійна, електрифікована, завдовжки 12 км), Дрогобич — Борислав (одноколійна, неелектрифікована, завдовжки 11 км). Розташована у східній частині міста Дрогобича Львівської області.

## Історія
Станція відкрита 31 грудня 1872 року в складі залізниці Стрий — Дрогобич — Самбір — Хирів. У 1875 році відкрита відгалужена неелектрифікована лінія до станції Борислав.
У 1912 році прокладено лінію до станції Трускавець, що перетворило Дрогобич на регіональний залізничний вузол.
У 1973 році станція електрифікована постійним струмом (=3 кВ) в складі дільниці Стрий — Дрогобич — Трускавець.

## Пасажирське сполучення
На станції Дрогобич зупиняються приміські електропоїзди до станцій Львів, Трускавець, Стрий, Самбір та фірмовий нічний швидкий поїзд № 49/50 «Кобзар» сполученням  Київ — Трускавець, поїзд № 41/42 сполученням Дніпро — Трускавець, поїзд № 367/368 сполученням Ковель — Ужгород.

## Галерея

Вокзал станції Дрогобич
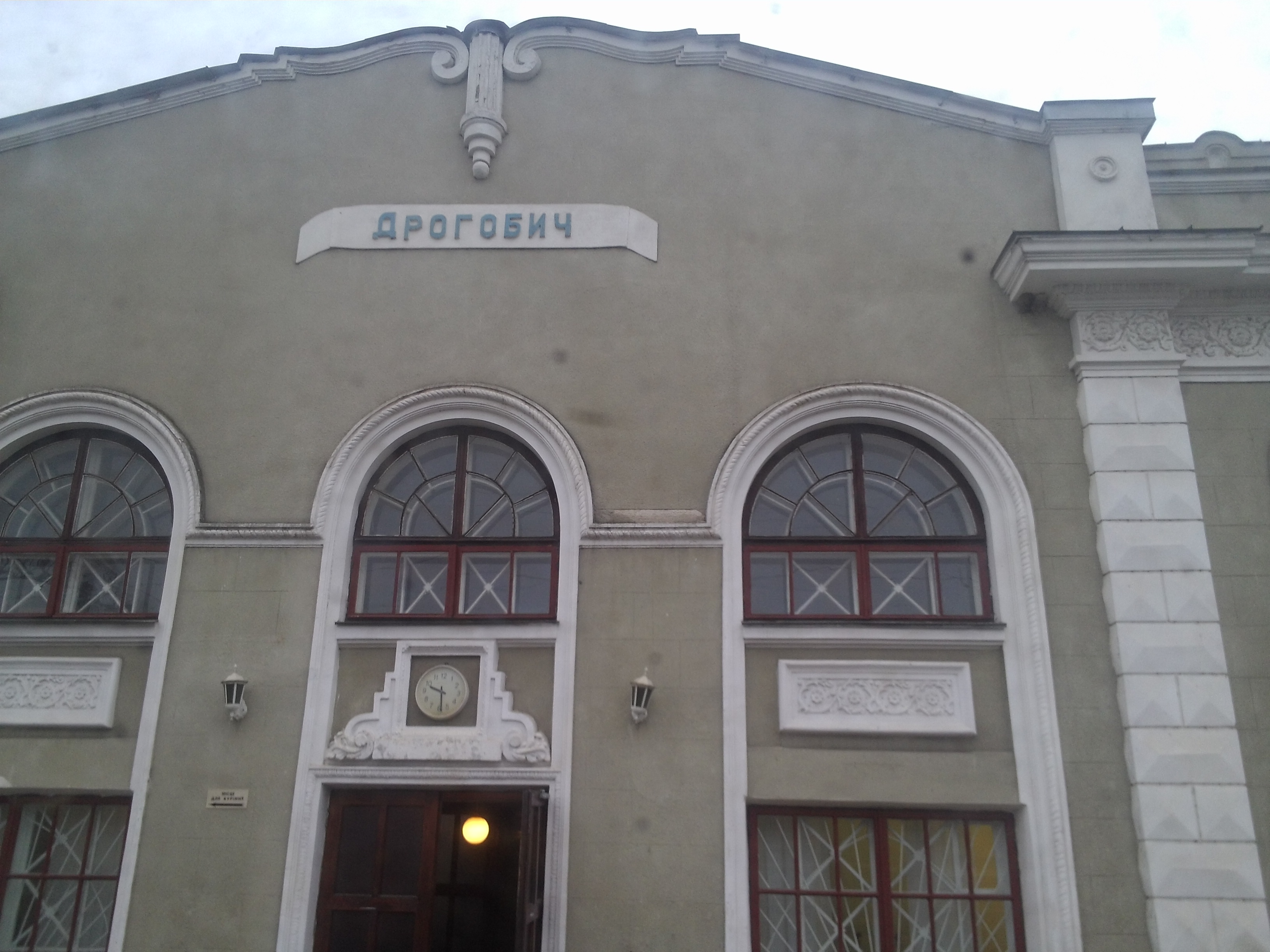
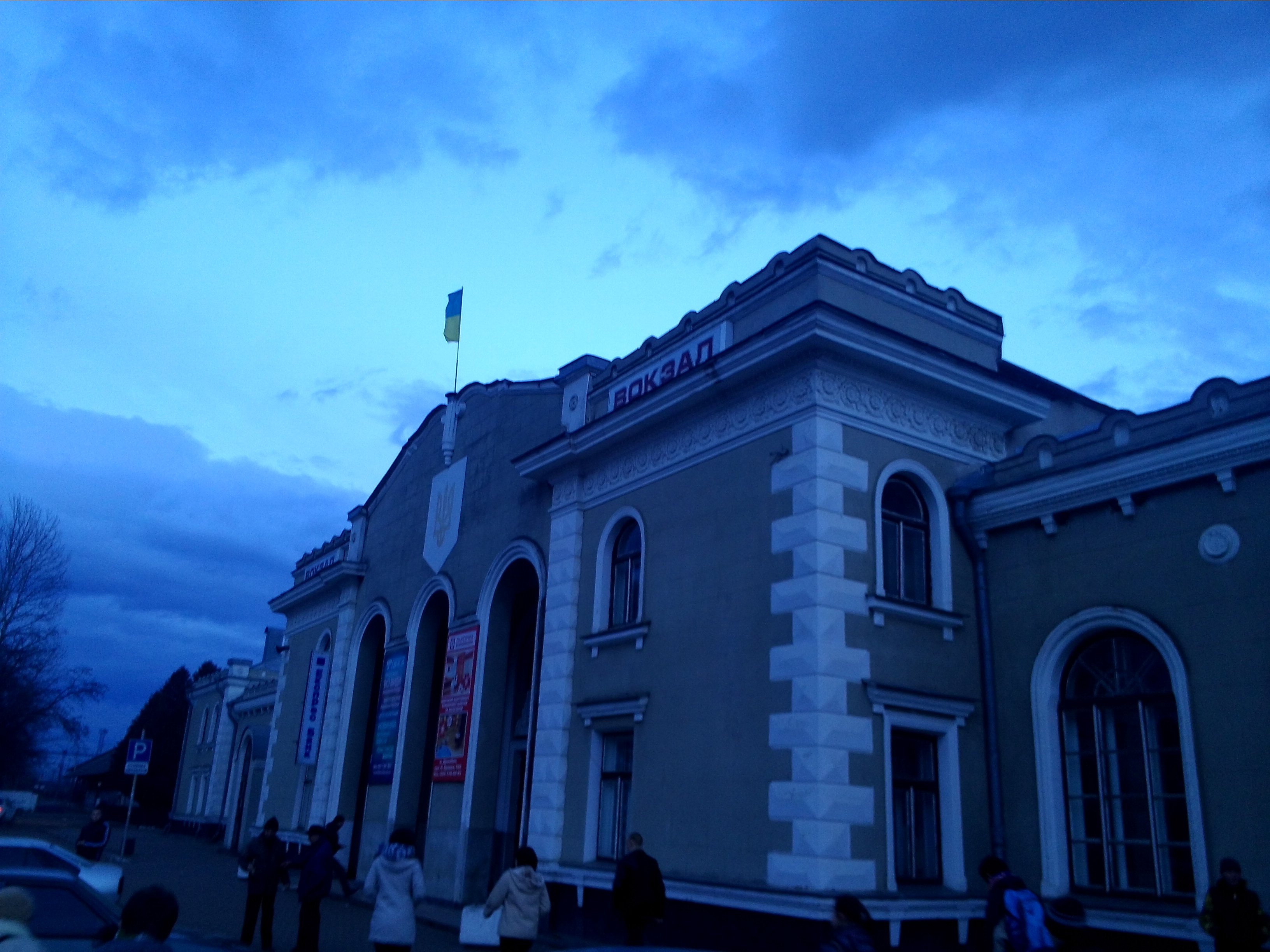
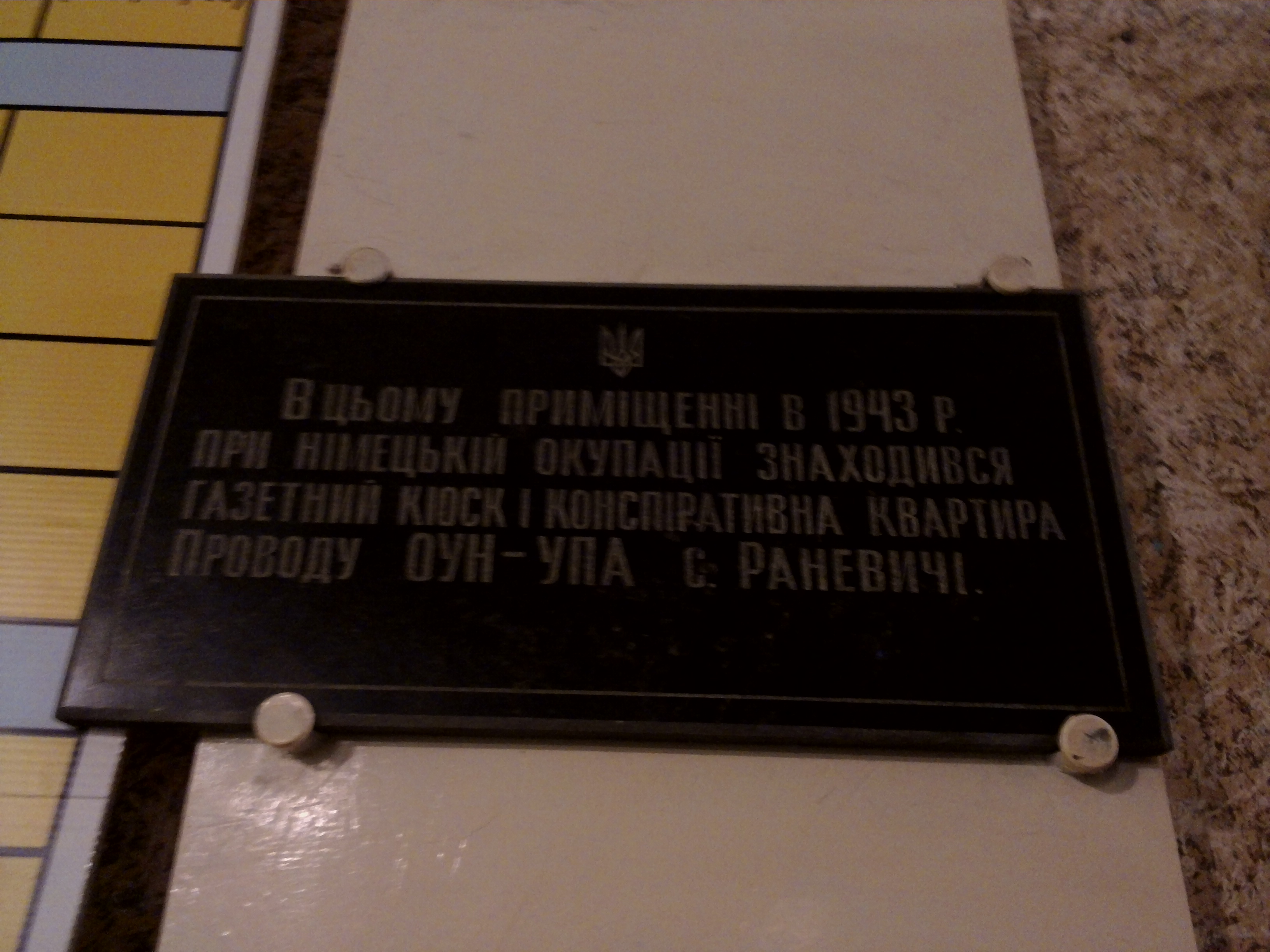
Меморіальна дошка на фасаді вокзалу